# Necrópolis de Tiro
La necrópolis de Tiro está ubicada en un área denominada Al-Bass, un barrio situado al este de la antigua ciudad de Tiro, actualmente Sour, en Líbano. El sitio arqueológico está constituido por la antigua necrópolis fenicia, la necrópolis romano-bizantina, un monumental arco de triunfo, una avenida romano-bizantina, un acueducto y un circo romano. Este último, situado al sur de la necrópolis y descubierto en 1967, está considerado como uno de los más grandes de la antigüedad y fue parcialmente reconstruido posteriormente.

## Descripción
El área de la necrópolis está emplazada en la zona de Al-Bass, a dos kilómetros de la antigua isla de Tiro. Sus dimensiones eran considerables y ya en la época fenicia constituía uno de los principales cementerios de la ciudad. El área de enterramiento está constituida por dos cementerios distintos: el fenicio, situado al norte y datado de la Edad del Hierro y el de época romano-bizantina, ubicado al sur del anterior, al otro lado de la calzada bizantina. Esta disposición próxima de las necrópolis indica que la zona tuvo un uso funerario de forma continua desde el siglo X a. C.

### Necrópolis fenicia
El cementerio fenicio constituía una necrópolis de incineración, formada por fosas excavadas en la arena a una profundidad que variaba desde los 30 centímetros a un metro. En la fosa se introducía una urna cineraria con las cenizas del difunto, junto con jarros para perfume o incienso, escarabeos y diversas joyas. En ocasiones se colocaban también estelas con inscripciones conmemorativas. Los enterramientos se disponían formando parejas y el ritual fúnebre consistía en romper vasos y platos sobre la tumba. Las diferencias de riqueza de los ajuares funerarios encontrados indican los distintos niveles económicos y sociales de los fallecidos. En algunas tumbas se han encontrado vasos chipriotas o copas griegas de importación utilizados como urnas. Esta necrópolis fue utilizada durante más de 1500 años, hasta los siglos V y IV a. C.

### Necrópolis romano-bizantina

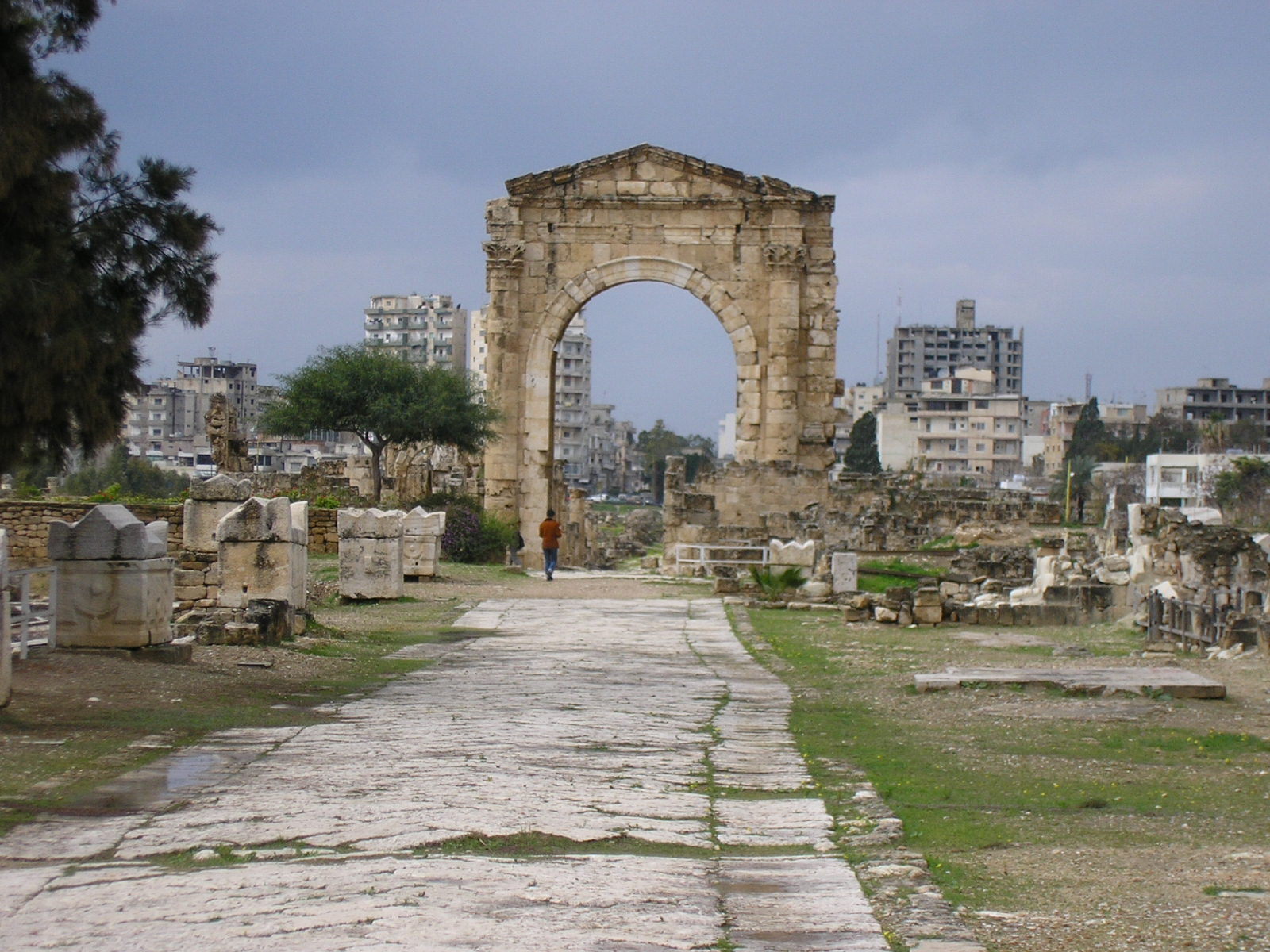
Vista de la calzada bizantina con diversos sarcófagos romano-bizantinos a la izquierda y el arco de triunfo al fondo.

La necrópolis romano-bizantina, descubierta en 1962, está formada por unos 300 sarcófagos de piedra y mármol dispuestos a ambos lados de la avenida central. Pertenecen a las épocas de los imperios romano y bizantino y están datados entre los siglos II y V. Se pueden distinguir sarcófagos romanos de mármol adornados con delicados bajorrelieves, otros en forma de capilla con nichos donde se alojaban las cenizas o el cuerpo del difunto, tumbas tan grandes como pequeñas villas u otras más modestas. Un primer sarcófago fue exhumado en 1940 por soldados franceses destinados en Tiro, pero el conjunto de la necrópolis no fue descubierto hasta la década de 1960.

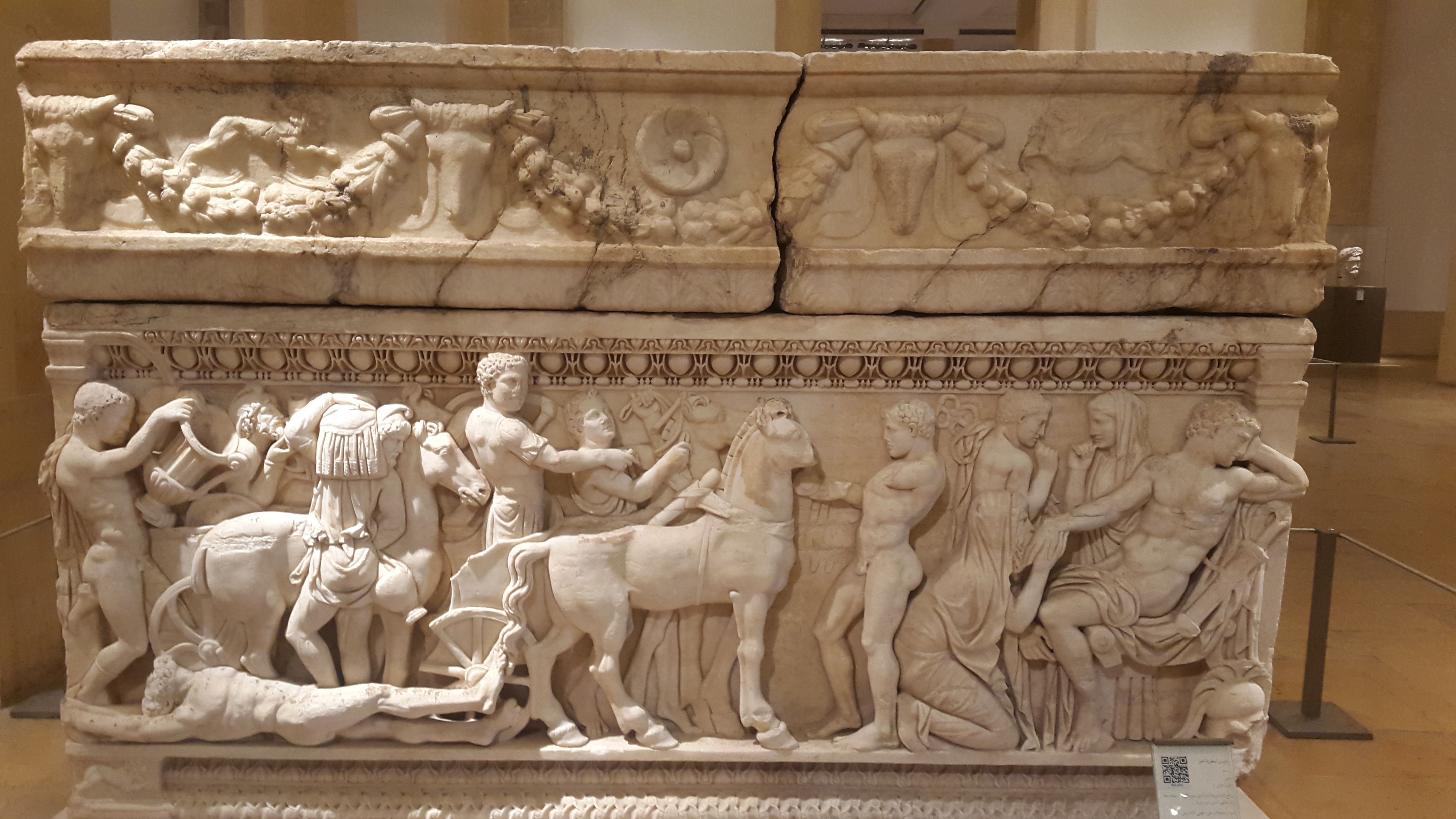
Sarcófago con la leyenda de Aquiles encontrado en Tiro. Museo Nacional de Beirut.

Algunas de sus tumbas tienen inscripciones griegas con el nombre de su dueño o su profesión, como una que indica «Rico fabricante de tinte púrpura». La ciudad de Tiro era conocida por la producción de un pigmento especial de color púrpura conocido como púrpura de Tiro, que en muchas culturas antiguas era usado exclusivamente por la monarquía. Otros sarcófagos están ornamentados con bajorrelieves escultóricos que representan escenas de la vida de Aquiles extraídas de la Ilíada de Homero, en especial el pasaje en el que el rey Príamo de Troya ofrece a Aquiles valiosos presentes para recuperar el cuerpo de su hijo Héctor. El rescate de Héctor era uno de los temas favoritos del arte funerario de la época, lo cual muestra que la noción de supervivencia del alma estaba arraigada en la mente de los griegos y romanos. La mayoría de las tumbas fueron saqueadas en la antigüedad, bien fuese para robar el mobiliario funerario que contenían o simplemente para ser reutilizadas. Algunos de los sarcófagos se exponen actualmente en el Museo Nacional de Beirut.
En la zona se ubica una capilla funeraria que pertenece al siglo VI y está constituida por un pequeño patio con una fuente y una cámara semicircular con pavimento de mármol. La fuente sepulcral está precedida por un pequeño patio pavimentado con mosaico. Este complejo funerario está formado por diversos nichos y estanques. El difunto fue enterrado detrás de la fuente, al sur de la cual se ubican unas termas con mosaicos. Al otro lado de la calzada bizantina se aprecia una tumba en forma de torre datada del siglo II. En el área se hallaron además numerosos objetos como vasijas funerarias, estelas con inscripciones y joyas.

## Conservación

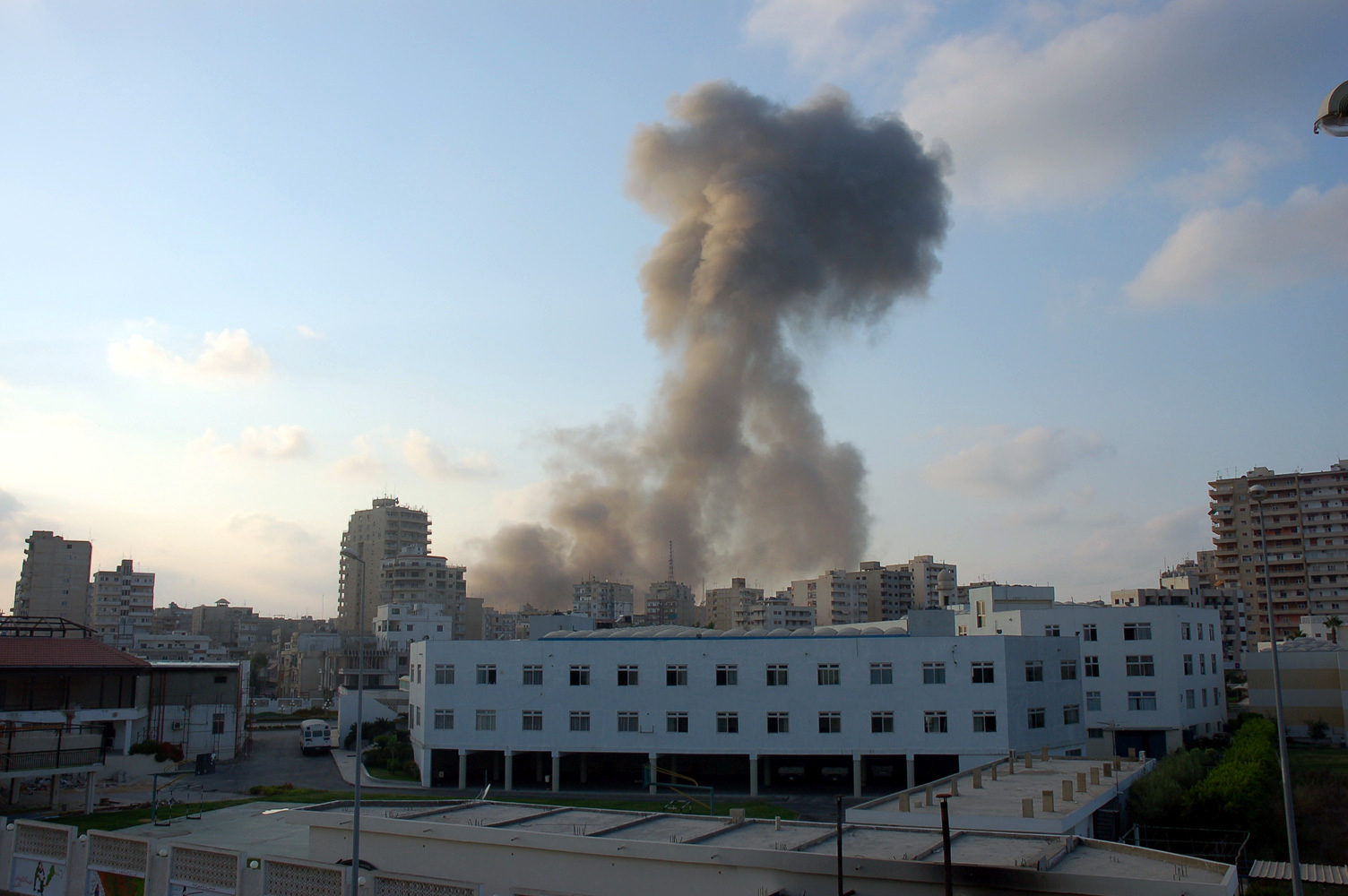
Ataque aéreo sobre la ciudad de Tiro el 26 de julio de 2006.

A raíz del estallido de la guerra civil en 1974 el sito permaneció desprotegido durante años, siendo usado como puesto militar o campo de refugiados. En 1988, la Unesco inició una Campaña Internacional para la protección de Tiro, que no fue efectiva hasta 1991, año en que finalizó la guerra. En ese mismo año se encontró el cementerio fenicio durante unas excavaciones clandestinas, que fue datado en el I milenio a. C. La importancia de esta ciudad histórica y sus monumentos fue destacada en 1979 cuando la Unesco declaró Tiro como Patrimonio de la Humanidad.
El 26 de septiembre de 2003, el embajador estadounidense Vincent M. Battle y el ministro de Cultura libanés Ghazi Aridi firmaron un acuerdo mediante el cual el gobierno de los Estados Unidos se comprometía a aportar 30 640 dólares destinados a la conservación del sitio.
La integridad del yacimiento quedó amenazada durante la guerra del Líbano de 2006 tras el bombardeo de un edificio cercano. En septiembre de ese mismo año, un equipo de expertos realizó un análisis en el cual se determinó que parte de los frescos de una cueva funeraria romana habían sufrido un daño prolongado. Este hecho, unido a la notable falta de mantenimiento del sitio, es la principal amenaza del yacimiento.